# Raphaelshaus

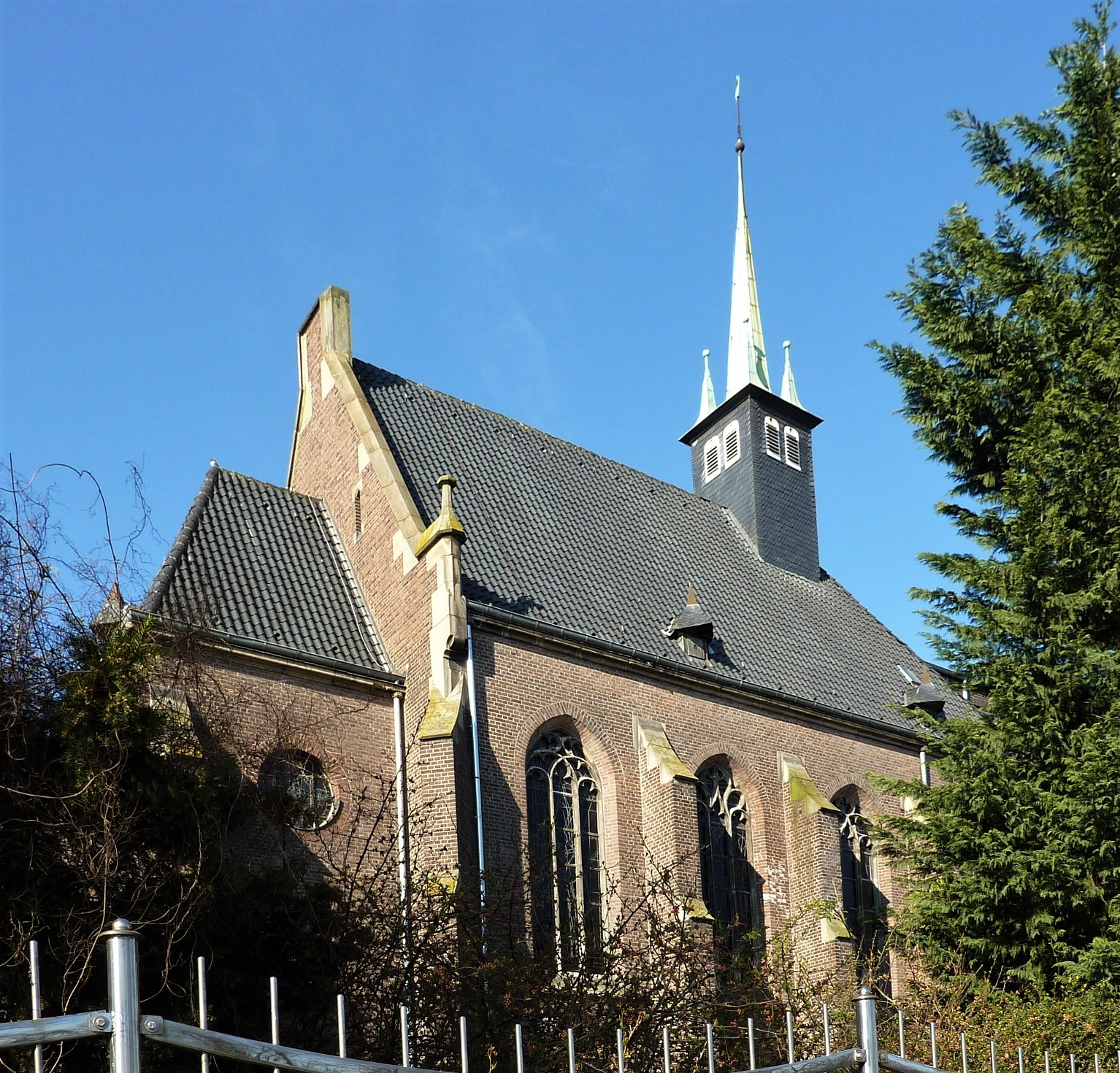
Die neugotische Kapelle des Raphaelshauses

Das Raphaelshaus ist ein deutsches Jugendhilfezentrum in katholischer Trägerschaft in Dormagen, das über 250 Kinder und Jugendliche in verschiedenen Formen der ambulanten, teilstationären und stationären  Jugendhilfe betreut.
Es bietet außerdem Einzeltheraphie für Kinder mit sozialen oder Emotionsstörungen an.

## Aufgabe und Zielsetzung
Die Aufgabe des Raphaelshauses besteht in der Erziehung von benachteiligten Kindern und Jugendlichen, die aufgrund ihrer Biografie Defizite und Problemverhalten aufzeigen und aus erziehungsschwierigen familiären Verhältnissen kommen. Dabei werden die Ressourcen gezielt gefördert und Talente des Kindes oder Jugendlichen unterstützt. Flankierend zur Förderung der Kinder und Jugendlichen werden die Familien in den Erziehungsprozess adäquat einbezogen.
Es soll die Bereitschaft und Fähigkeit zur Integration in die Gesellschaft gefördert werden. Die jungen Menschen sollen tragfähige Beziehungen aufbauen und lernen, sich im Normengefüge der Gesellschaft sicher und selbständig zu bewegen. Dies geschieht innerhalb verlässlicher Strukturen, in denen sozial gewünschte Verhaltensweisen für ein eigenständiges Leben erlernt werden können. Die Basis der umfangreichen pädagogischen Angebote der Einrichtung ist die christliche Wertorientierung.

## Geschichte
Franziskanerbrüder legten am 11. Juli 1901 in Kooperation mit dem „Rheinischen Verein für Arbeiter-Kolonien“ den Grundstein für das Raphaelshaus mit einer einbezogenen großen neugotischen Kapelle. Die Trägerschaft wurde der eigens gegründeten „Rheinischen Fürsorge- und Erziehungs-GmbH“ übertragen. Am 24. September 1902 erfolgte die Eröffnung. Die Einrichtung wuchs schnell und bot 18 verschiedene handwerkliche Berufe an. Im Jahr 1927 wechselte die Trägerschaft zum „Katholischen Erziehungsverein für die Rheinprovinz e. V.“. Missionsschwestern vom Heiligsten Herzen Jesu (Hiltruper Missionsschwestern) übernahmen gleichzeitig den Geschäftsbetrieb und die pädagogische Arbeit. 1993 verließen die letzten Schwestern das Raphaelshaus. Von 1987 bis 2017 wurde die Einrichtung durch Hans Scholten als Direktor geleitet. Seit Januar 2018 ist Marco Gillrath der Einrichtungsleiter des Raphaelshauses.